# (3277) Aaronson
(3277) Aaronson es un asteroide que forma parte del cinturón de asteroides y fue descubierto por Edward L. G. Bowell desde la Estación Anderson Mesa, en Flagstaff, Estados Unidos, el 8 de enero de 1984.

## Designación y nombre
Aaronson se designó al principio como 1984 AF1.
Más adelante, en 1987, fue nombrado en honor del astrónomo estadounidense Marc Aaronson (1950-1987).

## Características orbitales
Aaronson está situado a una distancia media de 3,142 ua del Sol, pudiendo acercarse hasta 2,289 ua y alejarse hasta 3,996 ua. Tiene una inclinación orbital de 8,57 grados y una excentricidad de 0,2715. Emplea 2035 días en completar una órbita alrededor del Sol.

## Características físicas
La magnitud absoluta de Aaronson es 11,5.